# Khieu Samphan

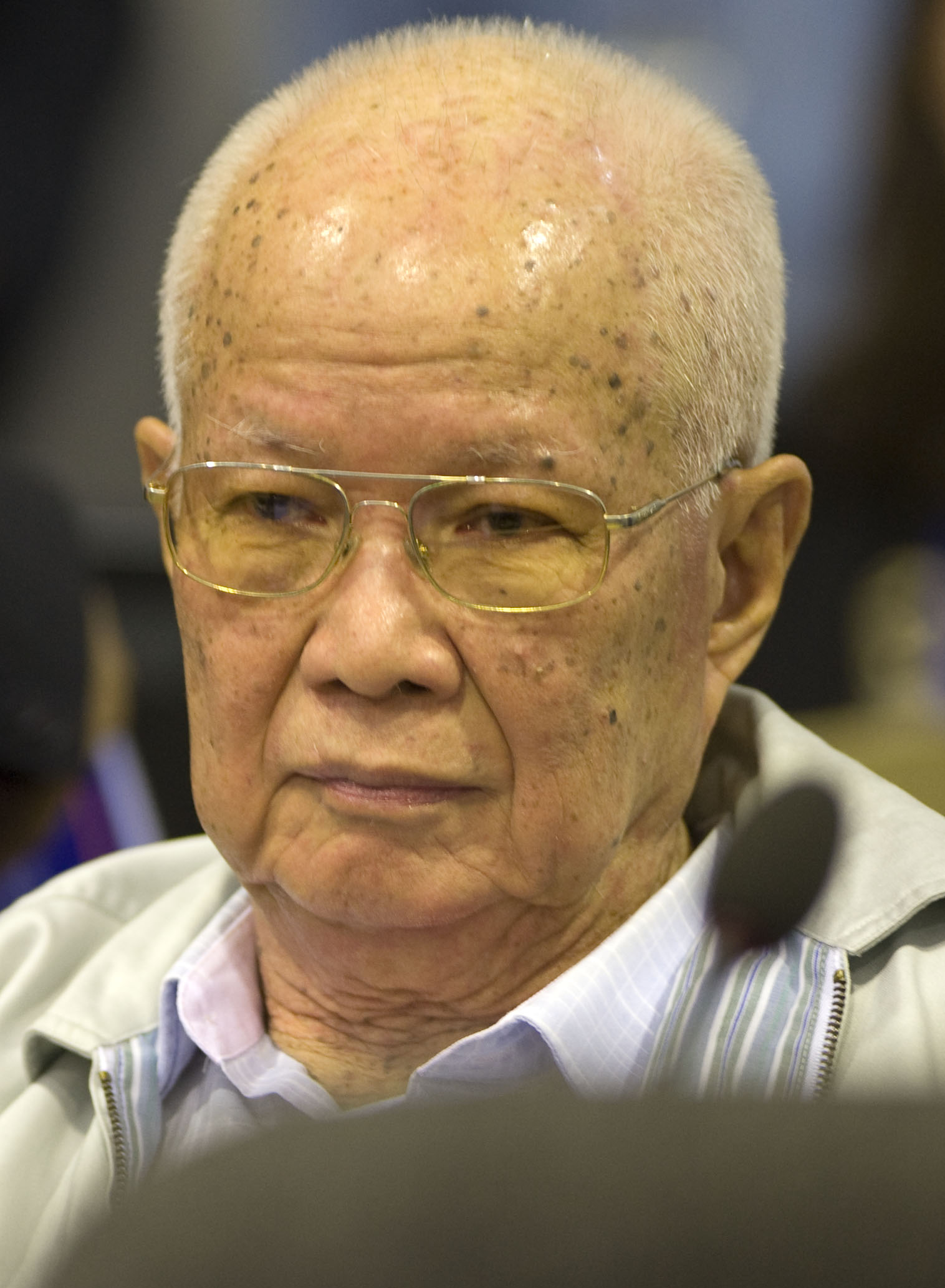
Khieu Samphan in 2014

Khieu Samphan (geboren 28 juli 1931) is een Cambodjaanse voormalige communistische politicus en econoom,  die van 1976 tot 1979 voorzitter was van het staatspresidium van Democratisch Kampuchea (Cambodja). Als zodanig fungeerde hij als staatshoofd en was een van de machtigste functionarissen in de Rode Khmer-beweging, hoewel Pol Pot de secretaris-generaal van deze partij bleef. Voordat hij bij de Rode Khmer kwam, was hij lid van de regering van Norodom Sihanouk.
Op 7 augustus 2014 werd hij, samen met andere leden van het voormalige Rode Khmer-regime, veroordeeld tot een levenslange gevangenisstraf voor misdaden tegen de menselijkheid. Bij een nieuw proces werd hij opnieuw schuldig bevonden aan genocide in 2018. Hij is het laatste overgebleven kopstuk van de Rode Khmer na de dood van Nuon Chea in augustus 2019 en Kang Kek Iew in september 2020. 